# Jump Up Calypso
Jump Up Calypso è un album in studio del cantante statunitense Harry Belafonte, pubblicato nel 1961.

## Tracce
1. Sweetheart from Venezuela – 3:28
2. Go Down Emanuel Road – 3:07
3. The Baby Boy – 3:22
4. Gloria – 3:08
5. Land of the Sea and Sun – 2:55
6. Goin' Down Jordan – 3:34
7. Jump in the Line – 3:11
8. Monkey – 3:58
9. These Are the Times – 3:14
10. Bally Mena – 3:25
11. Angelina – 3:53